# Saint-Vincent-sur-l'Isle
Saint-Vincent-sur-l'Isle is een gemeente in het Franse departement Dordogne (regio Nouvelle-Aquitaine) en telt 191 inwoners (1999). De plaats maakte deel uit van het arrondissement Périgueux. Na de aanpassing van de arrondissementsgrenzen vanaf 2017 door het arrest van 30 december 2016 behoort zij tot het arrondissement Nontron.

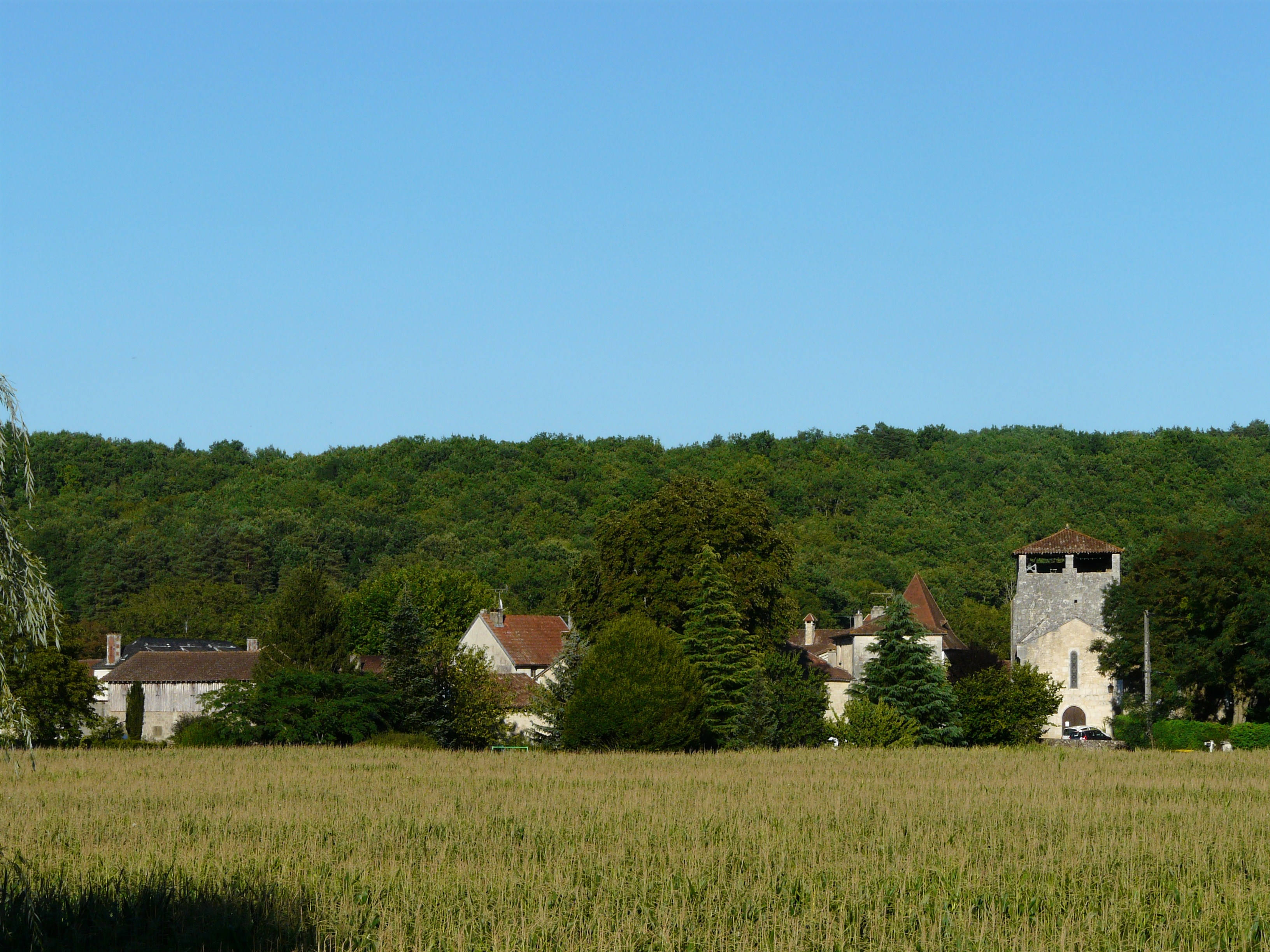
Saint-Vincent-sur-l'Isle
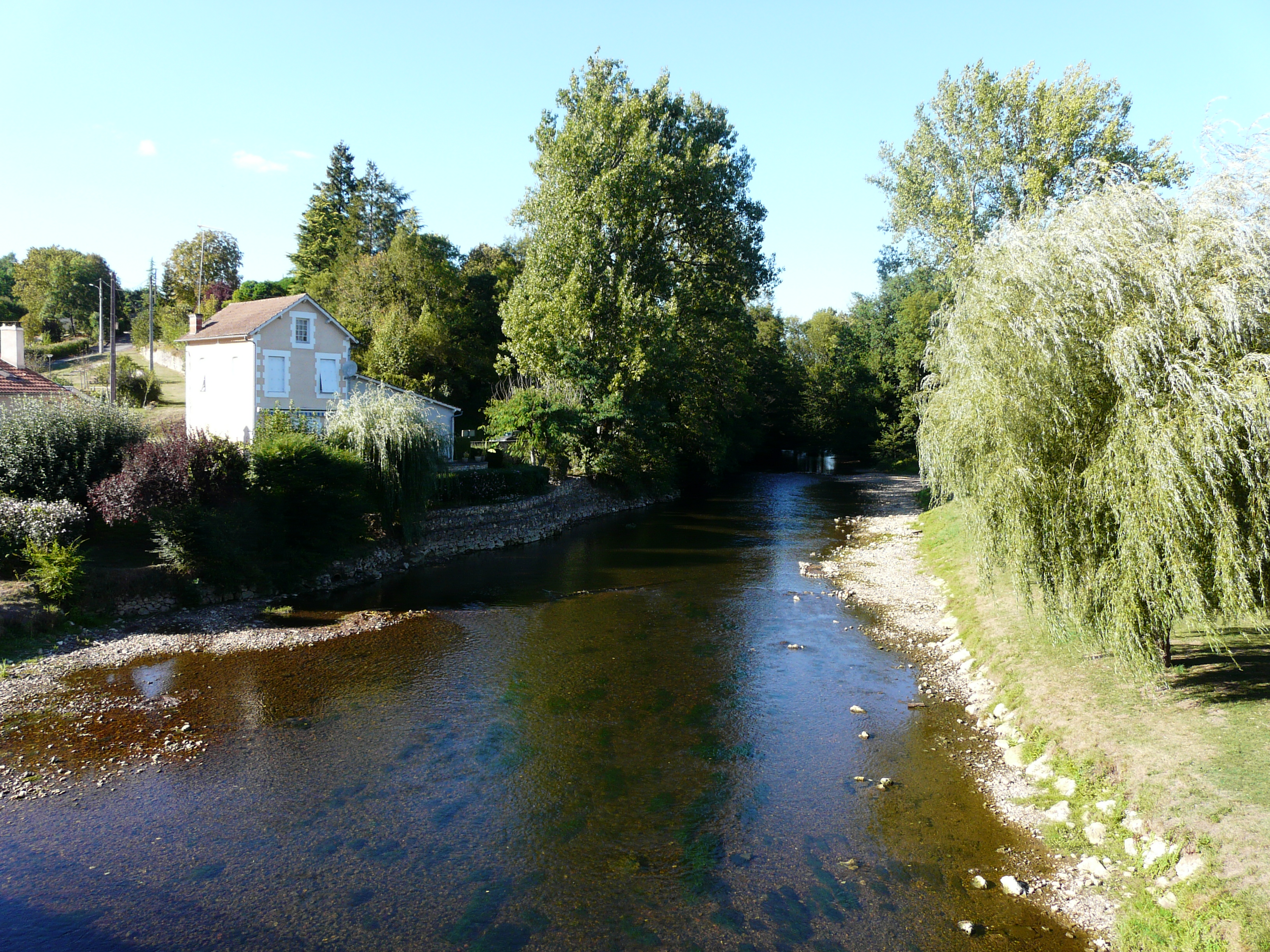
Saint-Vincent-sur-l'Isle
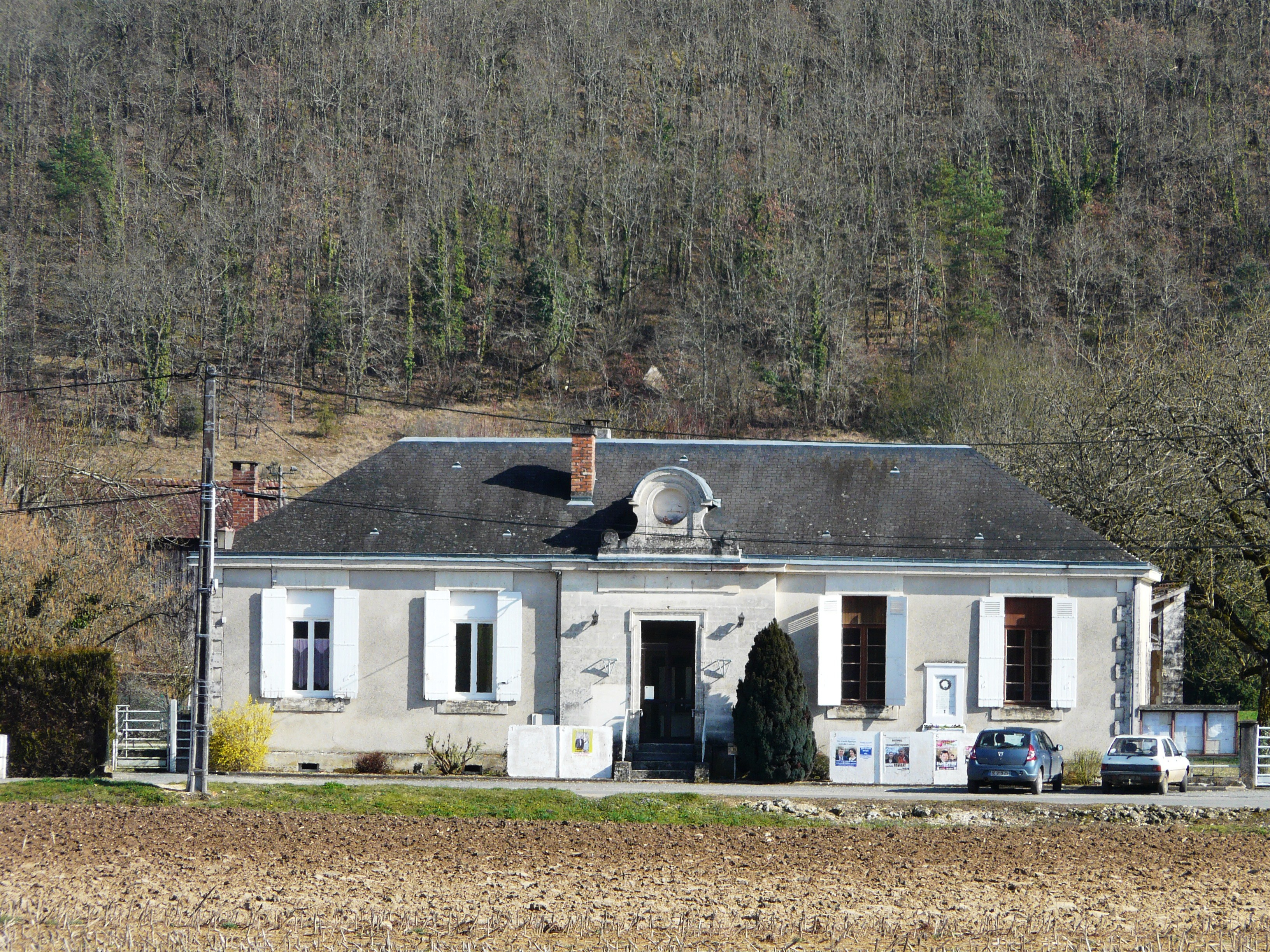
Gemeentehuis

## Geografie
De oppervlakte van Saint-Vincent-sur-l'Isle bedraagt 10,2 km², de bevolkingsdichtheid is 18,7 inwoners per km².
De onderstaande kaart toont de ligging van Saint-Vincent-sur-l'Isle met de belangrijkste infrastructuur en aangrenzende gemeenten.

## Demografie
Onderstaande figuur toont het verloop van het inwonertal (bron: INSEE-tellingen).